# Mikuláš Kraft
Mikuláš Kraft, niem. Nikolaus Kraft (ur. 14 grudnia 1778 w Esterháza, zm. 18 maja 1853 w Chebie) – czeski kompozytor i wiolonczelista.

## Życiorys
Syn Antonína. Muzyki uczył się u ojca, u boku którego występował jako dziecko. W 1789 roku w Dreźnie wystąpił wspólnie z Wolfgangiem Amadeusem Mozartem. Od 1790 roku mieszkał w Wiedniu, w latach 1792–1795 uczęszczał do Josephstädter Gymnasium. W 1792 roku dokonał prawykonania Koncertu wiolonczelowego swojego ojca. Od 1796 do 1801 roku był członkiem orkiestry księcia Josepha von Lobkowitza, należał też do kwartetu Ignaza Schuppanzigha. W latach 1801–1802 kształcił się w Berlinie u Jeana-Pierre’a Duporta. W 1802 roku odbył wielkie tourneé koncertowe po krajach niemieckich. Od 1809 roku był pierwszym wiolonczelistą Theater am Kärntnertor. Od 1814 do 1834 roku był członkiem orkiestry dworskiej w Stuttgarcie. W 1824 roku zranił się w rękę, której stan odtąd stopniowo się pogarszał.
Skomponował cztery koncerty wiolonczelowe (I ok. 1810, II 1813, III 1819, IV 1820) i szereg innych kompozycji przeznaczonych na wiolonczelę. Jego synem był wiolonczelista Friedrich Anton Kraft (1807–1874).